# Śmietanki (powiat kozienicki)
Śmietanki – wieś sołecka w Polsce położona w województwie mazowieckim, w powiecie kozienickim, w gminie Kozienice. Leży kilka kilometrów na południe od Kozienic na obrzeżu Puszczy Kozienickiej, po obu stronach dawnej doliny Zagożdżonki (według mapy z 1907 nad Zagożdżonką), której koryto wykorzystywane jest obecnie przez rzekę Krypiankę, lewy dopływ Łachy.
Wierni kościoła rzymskokatolickiego należą do parafii św. Maksymiliana Kolbe w Janikowie.

## Historia
Śmietanka była duchowną osadą młyńską, kuźniczą, położona była w drugiej połowie XVI wieku w powiecie radomskim województwa sandomierskiego, własność opata sieciechowskiego, wchodziła w skład klucza janikowskiego. W XVI-wiecznych lustracjach wzmiankowana była jako osada młynarska. W XVIII wieku Śmietanki nie były wymieniane w składzie ekonomii królewskiej Kozienice (powołanej w 1607), najprawdopodobniej wieś prywatna. Po rozbiorach Polski w XIX wieku w guberni radomskiej w powiecie kozienickim.
Po odzyskaniu niepodległości przez Polskę w II Rzeczypospolitej wieś w województwie kieleckim w powiecie ziemskim kozienickim. Przed II wojną światową (1937) we wsi działały 4 młyny wodne i liczyła ona 46 domów, także stawy istniejące do dziś (w sumie 5 stawów należących do prywatnych właścicieli).
W latach 1975–1998 miejscowość administracyjnie należała do województwa radomskiego.

## Opis
Przez wieś przechodzi droga powiatowa nr 1727W łącząca się z drogą krajową nr 79 przebiegającą w pobliżu wsi. We wsi znajduje się sklep spożywczy i przystanek PKS. W 2008 roku trwały prace nad skanalizowaniem wsi.

## Szlaki turystyczne
- Piaski-Świerże Górne-Ryczywół-Śmietanki-Piaski, 57,5 km